# Bolindale (Ohio)
Bolindale es un lugar designado por el censo ubicado en el condado de Trumbull en el estado estadounidense de Ohio. En el Censo de 2010 tenía una población de 2089 habitantes y una densidad poblacional de 811,44 personas por km².

## Geografía
Bolindale se encuentra ubicado en las coordenadas 41°12′32″N 80°46′41″O / 41.20889, -80.77806. Según la Oficina del Censo de los Estados Unidos, Bolindale tiene una superficie total de 2.57 km², de la cual 2.57 km² corresponden a tierra firme y (0%) 0 km² es agua.

## Demografía
Según el censo de 2010, había 2089 personas residiendo en Bolindale. La densidad de población era de 811,44 hab./km². De los 2089 habitantes, Bolindale estaba compuesto por el 92.48% blancos, el 5.27% eran afroamericanos, el 0.1% eran amerindios, el 0.43% eran asiáticos, el 0% eran isleños del Pacífico, el 0.34% eran de otras razas y el 1.39% pertenecían a dos o más razas. Del total de la población el 2.15% eran hispanos o latinos de cualquier raza.